# UFO Robot Goldrake, il Grande Mazinga e Getta Robot G contro il Dragosauro
UFO Robot Goldrake, il Grande Mazinga e Getta Robot G contro il Dragosauro (グレンダイザー・ゲッターロボＧ・グレートマジンガー 決戦！大海獣,?, Grendizer - Getter Robo G - Great Mazinger Kessen! Daikaijū) è un film d'animazione del 1976 diretto da Masayuki Akehi.
La pellicola è basata sulle serie TV Grande Mazinga, UFO Robot Goldrake e Getter Robot G, tutte ideate dal celebre mangaka giapponese Gō Nagai. Uscì in Giappone il 18 luglio 1976, e fa parte di una serie di mediometraggi prodotti dalla Toei Animation tra il 1973 ed il 1976, tutti tratti da anime basati su soggetti di Go Nagai.

## Trama
Il Dragosauro, un misterioso animale preistorico, sopravvissuto non si sa come negli abissi degli oceani, semina il panico divorando enormi quantità di petrolio in giro per il pianeta, finché non inizia a dirigersi verso Tokyo. Ma il Giappone dispone di alcuni assi nella manica: Goldrake, il Grande Mazinga e la squadra Getta G, che vengono subito inviati a fermare il mostruoso animale. Sfortunatamente alla squadra si unisce anche il goffo Boss Robot, che finisce per essere ingoiato dal Dragosauro rendendo tutto più difficile.

## Distribuzione

### Edizione italiana
In Italia ne uscì una prima versione come secondo episodio del film di montaggio Gli UFO Robot contro gli invasori spaziali, distribuito nelle sale italiane nel 1979.
Nel 1998 la Dynamic Italia lo ha pubblicato in VHS nella sua forma originaria con due diversi doppiaggi, uno con i nomi già utilizzati nell'edizione televisiva italiana delle serie di base, e l'altro con i nomi originali dell'edizione giapponese. È stato poi ripubblicato in DVD e Blu-ray Disc da Yamato Video nel 2015.